# Yaku Pérez
Yaku Pérez, né Carlos Pérez le 26 février 1969 à Cuenca, est un militant des droits des autochtones et homme politique équatorien.
D'origine cañari, il est membre du parti indigéniste et écologiste Pachakutik, dont il incarne l’aile droite et pour lequel il tente d’être candidat à l’élection présidentielle de 2017. Devenu opposant à Rafael Correa puis Lenín Moreno, il est l’une des figures des manifestations anti-austérité de 2019.
Candidat à l’élection présidentielle de 2021, il recueille 19,4 % des suffrages exprimés. Plus élevé que prévu, ce score le place au coude-à-coude avec le libéral-conservateur Guillermo Lasso. Après plusieurs jours d’incertitudes, c’est finalement ce dernier qui arrive deuxième et se qualifie pour le second tour.
Yaku Pérez quitte ensuite le Pachakutik, dont il critique le rapprochement avec le président Lasso, et fonde le parti Somos Agua (Nous sommes l'eau).

## Situation personnelle

### Origines et vie privée
Descendant de Cañaris, né sous le nom de Carlos Ranulfo Pérez Guartambel, il devient officiellement « Yaku Sacha » le 9 août 2017, invoquant la signification en langue quichua de ce nom, « eau de la montagne ». Il indique avoir grandi à la campagne « dans une pauvreté absolue ».
De 1998 à 2012, il est marié à Verónica Cevallos, avec qui il a deux filles et qui meurt des suites d'un cancer.
Depuis 2013, il est en couple avec Manuela Picq, universitaire et journaliste franco-brésilienne. En 2015, le président Rafael Correa décide d’expulser cette dernière, invoquant le fait que leur mariage traditionnel n’a aucune valeur légale ; après trois ans d’exil aux États-Unis, elle est autorisée par le nouveau chef de l’État, Lenín Moreno, à rentrer en Équateur.
Yaku Perez joue du saxophone et de l’accordéon. Il est athée, végétalien et pratique le yoga.

### Formation et carrière professionnelle
Il est docteur en jurisprudence à l'université catholique de Cuenca (Universidad Católica de Cuenca), spécialisé en justice indigène, droit de l'environnement, droit pénal et criminologie. Il est également titulaire d’un diplôme de gestion des bassins versants et de la population.
À partir de 1994, il se consacre à la protection des ressources naturelles, principalement l'eau, face à l'industrie minière, notamment au sein de l'Unión de Sistemas Comunitarios de Agua del Azuay et de la Federación de Organizaciones Indígenas y Campesinas.

## Parcours politique

### Débuts et ascension

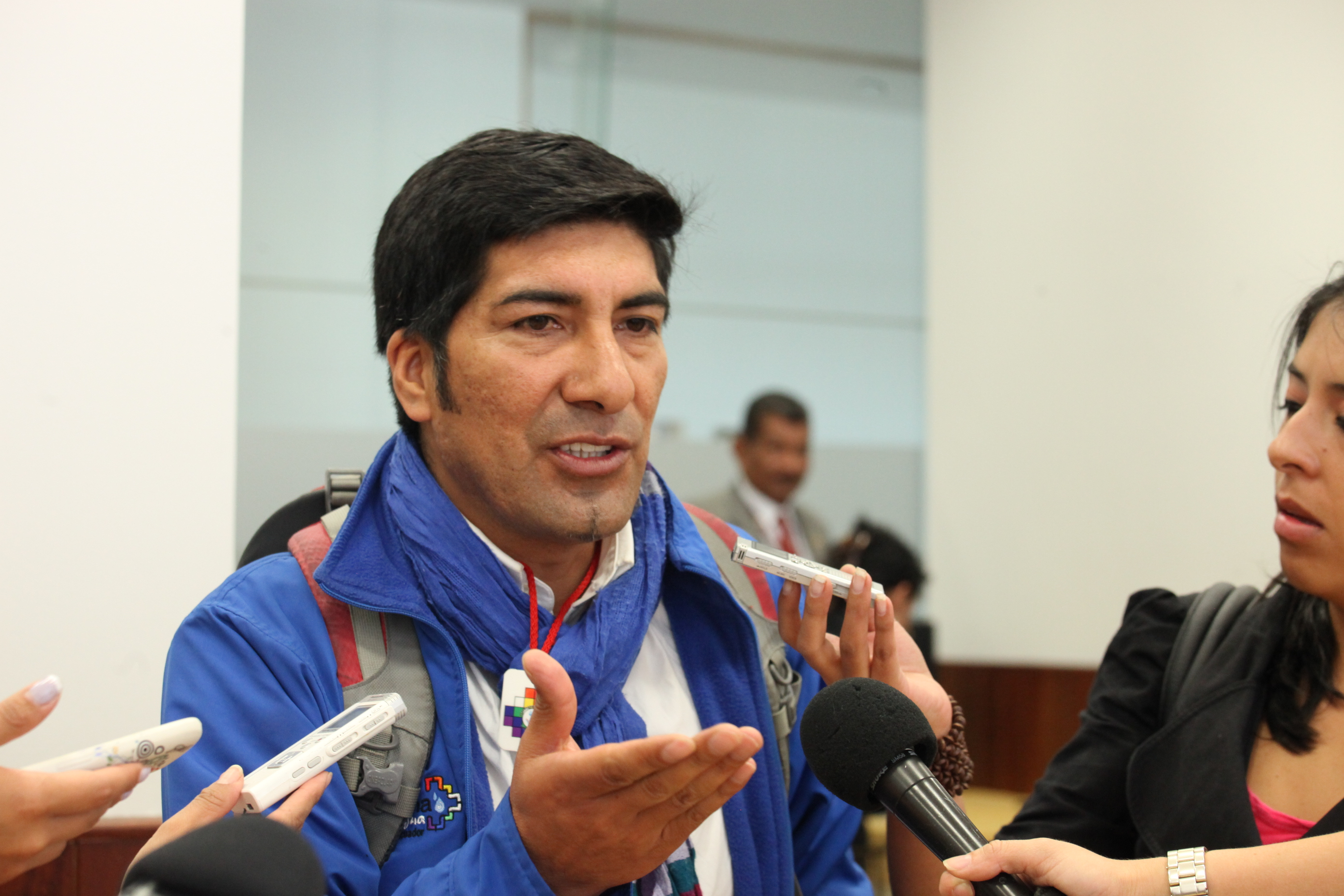
Yaku Pérez en 2013.

Sous l’étiquette du parti de gauche Mouvement de l'unité plurinational Pachakutik, branche politique de la puissante Confédération des nationalités indigènes de l'Équateur (CONAIE), Carlos Pérez est élu conseiller municipal de Cuenca, capitale de la province de l'Azuay, en 1996.
En 2002, il participe aux manifestations contre Lucio Gutiérrez et la privatisation de l'eau.
Lors de l’élection présidentielle de 2006, comme beaucoup d’autres indigènes, il apporte son soutien à Rafael Correa, tenant d’un « socialisme du XXIe siècle ». Cependant, une fois élu, celui-ci opte pour une ambitieuse politique d’extraction minière et pétrolière, qui lui permet de mener des projets sociaux mais lui attire les critiques des militants écologistes et indigènes subissant notamment une pollution de l'eau accrue. En 2011, il est accusé de sabotage et terrorisme pour avoir bloqué les routes pour protester contre le projet minier de Quimsacocha.

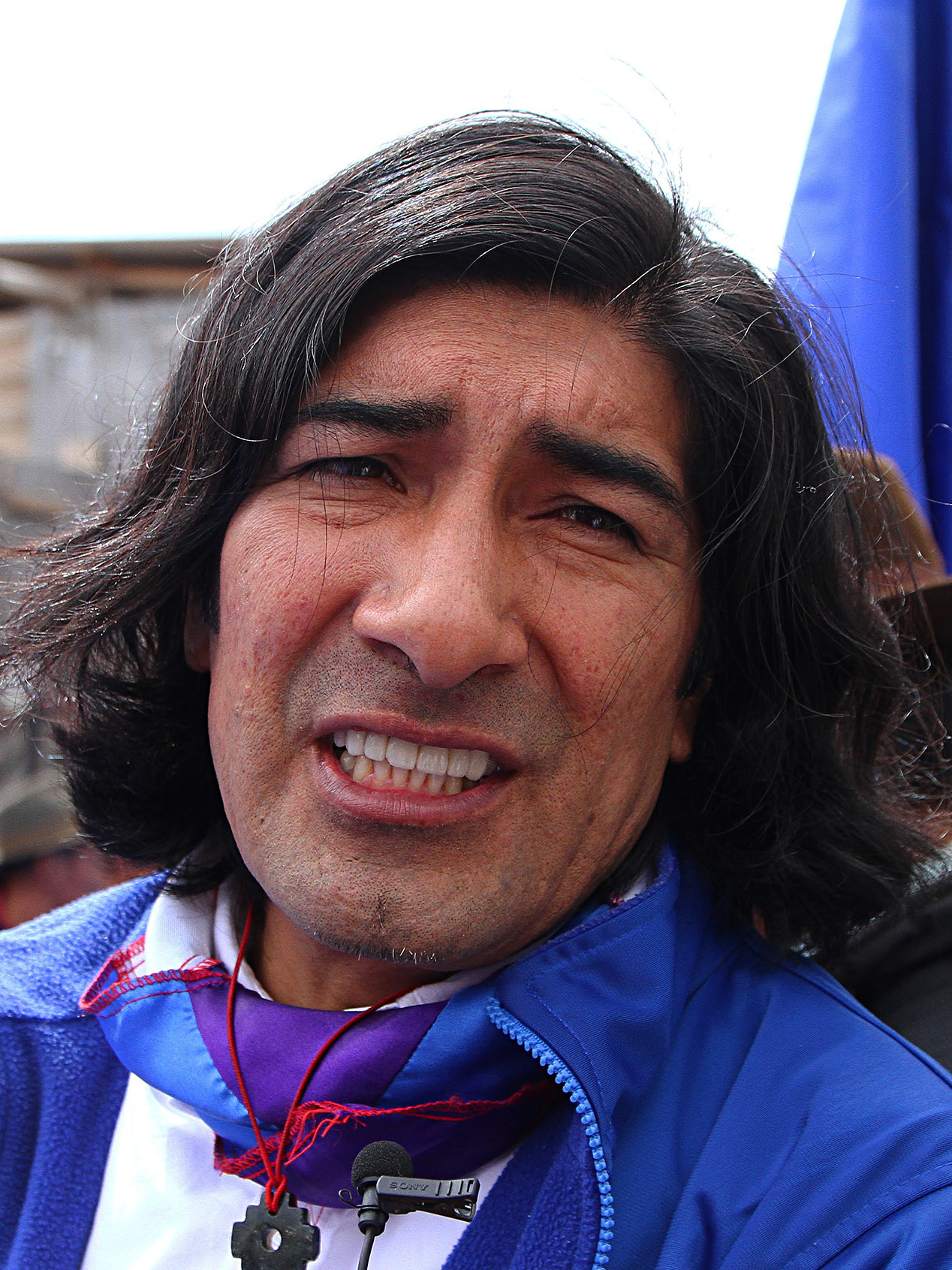
Carlos Pérez en 2015.

Élu en 2013 président d’ECUARUNARI, organisation représentative des indigènes kichwas de la partie andine de l'Équateur, il participe en 2015 aux manifestations contre l'impôt sur les successions introduit par le président Rafael Correa et encourage les manifestants à se diriger vers le palais Carondelet, siège de la présidence à Quito. Ces protestations sont marquées par la tentative de ses principaux meneurs, notamment Salvador Quishpe, Carlos Pérez, Marcia Caicedo, Jorge Herrera, de lever le cordon policier. Le mouvement fait plus de seize blessés parmi les policiers et conduisent à une vingtaine d'arrestations, dont Pérez et Quishpe,.

### Élection présidentielle de 2017
En 2016, en vue de l’élection présidentielle de l’année suivante, Carlos Pérez est candidat aux primaires internes du Pachakutik, qui sont remportées par Lourdes Tibán. En janvier 2017, il est élu président et coordinateur de la Coordinadora Andina de Organizaciones Indígenas (CAOI), avant d'être réélu en mai suivant président d’ECUARUNARI, dont il reste à la tête jusqu'en 2019,. Lors du second tour de l'élection présidentielle de 2017, il apporte son soutien au candidat libéral-conservateur Guillermo Lasso contre le socialiste Lenín Moreno, candidat d'Alianza País de Rafael Correa, déclarant préférer un banquier à un dictateur,.

### Préfet provincial d'Azuay
Avec le soutien du Pachakutik, Yaku Pérez remporte l'élection de 2019 à la préfecture d'Azuay.
Dans la foulée de cette victoire, il annonce sa volonté de réduire son salaire de moitié et de faire pression pour un référendum contre l'exploitation minière dans toute la province. Il se réclame d'une « préfecture de l'eau » et souhaite mettre en place une reforestation du parc archéologique de Pumapungo avec la plantation d'espèces indigènes. Il s'engage à mettre en œuvre une ordonnance visant à éliminer progressivement les sacs en plastique dans la province, qui est approuvée par le Conseil provincial d'Azuay en décembre 2019,. Pour réduire la pollution atmosphérique, il encourage l'utilisation de la bicyclette comme moyen de transport urbain dans le cadre du projet « BambuBici ».
Le 2 octobre 2020, il démissionne de sa fonction de préfet pour être candidat à l'élection présidentielle de 2021. Le conseil provincial accepte sa démission le 5 octobre suivant et désigne la vice-préfète Cecilia Méndez pour le remplacer.

### Figure des manifestations de 2019
|  |

À la tête de la CAOI, Yaku Pérez est l’un des meneurs des manifestations d’octobre 2019, qui éclatent après l’annonce d’une suppression de subventions aux carburants dans le cadre d’un accord entre l’Équateur et le Fonds monétaire international (FMI). Le mouvement indigène obtient gain de cause à l’issue des protestations, qui font onze morts et plus de mille blessés. Elles permettent à Yaku Pérez d’acquérir une notoriété nationale et fragilisent le président Lenín Moreno,.

### Élection présidentielle de 2021
À la suite d'une précampagne qui l'oppose à Leonidas Iza et Salvador Quishpe, il est désigné candidat du Pachakutik à l'élection présidentielle de 2021, avec pour colistière à la vice-présidence Virna Cedeño Escobar. La candidature de Yaku Pérez suscite toutefois des divisions au sein de la Confédération des nationalités indigènes de l'Équateur (CONAIE), dont les bases n'ont pas été consultées en dépit d'une règle tacite voulant que le candidat du Pachakutik soit également approuvé par la CONAIE. Leonidas Iza renonce finalement à être candidat au profit de Pérez et se met ensuite en retrait de la campagne,,.
Pendant la campagne, Yaku Pérez défend notamment la protection de l'environnement et s'oppose au modèle économique reposant sur l’extractivisme de la présidence Correa : s’il n’entend pas revenir sur les concessions existantes, il promet de geler la frontière de l’exploitation minière et pétrolière,.
En vue du premier tour, qui se tient le 7 février, il est donné troisième par tous les sondages, y compris de sortie des urnes. Mais, au lendemain du scrutin, il crée la surprise lorsque les résultats préliminaires le placent en deuxième position, juste devant le candidat libéral-conservateur Guillermo Lasso, qui se présentait pour la troisième fois. Réalisant ses meilleurs scores dans la sierra et en Amazonie, il est ainsi pressenti, pendant plusieurs jours, pour affronter au second tour l’économiste socialiste Andrés Arauz, à la tête de la coalition Union pour l’espérance et activement soutenu par Rafael Correa, résidant en Belgique depuis 2017 en raison d’une condamnation controversée pour corruption,.
Alors qu’un duel gauche-gauche constituerait une première pour une élection présidentielle en Amérique latine et serait plus compliqué à remporter par Andrés Arauz qu’un second tour face à Guillermo Lasso, rival historique de Rafael Correa, Yaku Pérez voit son avance se réduire à la fin du dépouillement. Le candidat indigéniste dénonce alors des fraudes et demande à ses partisans de surveiller le décompte des derniers procès-verbaux, examinés pour anomalies. Le 10 février, il est à nouveau donné en troisième position par le Centre national électoral (CNE), qui est critiqué pour la lenteur du dépouillement, notamment compliqué par la multiplication du nombre de procès-verbaux litigieux à réviser,.
Tandis qu’ont lieu dans le pays des manifestations pacifiques en sa faveur, Yaku Pérez maintient ses accusations de fraude, avançant « des incohérences dans plusieurs provinces », et obtient le recomptage de 45 % du total des bulletins alors qu’il est devancé de seulement 22 000 voix par Guillermo Lasso. Cette demande est appuyée par ce dernier, qui se dit certain d’être au second tour.
Dans la perspective du second tour, estimant toujours avoir été victime de fraudes, il appelle à voter blanc, alors que sa colistière Virna Cedeño appelle à voter Lasso. L'aile gauche de Pachakutik appelle au contraire à voter Arauz.

### Fondation du mouvementSomos Agua
Le 9 mai 2021, Yaku Pérez annonce son départ du Pachakutik en raison de désaccords liés à l'élection de Guadalupe Llori à la présidence de l'Assemblée nationale : il dénonce un « manque de transparence » et une alliance du parti avec la « droite néolibérale » du gouvernement de Guillermo Lasso. Le 15 août, après avoir annoncé dans un premier temps son intention de se mettre en retrait de la vie politique, il lance le mouvement politique Somos Agua (Nous sommes l'eau) en vue des élections locales de 2023 et présidentielle prévue en 2025. Il définit ce nouveau mouvement comme centré autour de la thématique de l'eau et écoféministe,.

### Élection présidentielle de 2023
Lors de l'élection présidentielle organisée à la suite de la crise politique de 2023, Yaku Pérez se présente avec le soutien de Pachakutik, comme en 2021. Il est également soutenu par la coalition Bien sûr qu’on peut, regroupant son mouvement Somos Agua, l’Unité populaire, le Parti socialiste équatorien et Démocratie Oui.
Les mouvements indigènes se révèlent cependant divisés au cours de la campagne, la Confédération des nationalités indigènes de l'Équateur (CONAIE) annonçant ne soutenir aucun candidat, désapprouvant ainsi la décision du Pachakutik. Ce dernier, qui consiste pourtant en sa branche politique, est alors sujet à d'importantes luttes internes pour sa direction et à de fortes dissensions en raison du soutien accordé par le Pachakutik à Guillermo Lasso sous sa présidence,,.
Yaku Pérez est le seul candidat à se déclarer en faveur de l'interdiction de l'exploitation minière dans la réserve naturelle Yasuni, qui fait l'objet d'un référendum le même jour que l'élection. Il choisit pour colistière Nory Pineda, une académicienne d'origine française : détentrice de la binationalité brésilienne, cette dernière s'était vue expulsée sans procès d'Équateur en 2015 à la suite de son implication dans des manifestations anti-Correa, avant de revenir au pays sous son successeur et de devenir vice-rectrice de l'université Ecotec.
Il n'obtient que 391 674 voix, soit 3,97 %, se classant en sixième position sur huit candidats ; ce résultat est considéré comme une énorme défaite pour Yaku Pérez. Il fait notamment les frais de divisions au sein de Pachakutik, de la diversification sociale des populations autochtones et d'une campagne jugée en décalage avec les préoccupations des Équatoriens sur les questions sécuritaires. Pour le second tour, Yaku Pérez annonce voter blanc tandis que Leonidas Iza, président de la CONAIE et figure des mouvements sociaux, apporte son soutien à la candidate de gauche Luisa González.

## Prises de position
Opposé à la politique du président socialiste Rafael Correa, dont il dénonçait notamment les projets miniers et pétroliers, Yaku Pérez se réclame d'une « gauche flexible et ouverte ». Il déclare ainsi lors de la campagne présidentielle de 2021 ne pas être opposé à un accord de libre-échange avec les États-Unis.
Favorable à l'abandon des projets miniers, il estime nécessaire, pour pallier la baisse des recettes économiques qui s'ensuivrait, de « réduire l’État ». « Il faut entrer dans l'austérité, diminuer les budgets publics », explique-t-il pendant la campagne présidentielle de 2021.
Selon Guillaume Long, ministre des Affaires étrangères sous Rafael Correa, Yaku Pérez représente l'aile droite du mouvement indigène équatorien. Pour l'universitaire, l'ancien préfet provincial est en conflit avec l'aile gauche, incarnée par Jaime Vargas et Leonidas Iza.
En 2021, le politologue Matthieu Le Quang estime que le candidat tient un discours « post-politique, qui nie tout type de conflit », permettant de dépasser la polarisation traditionnelle de la vie politique en Équateur et de séduire un spectre d’électeurs bien plus large que le mouvement indigène. Selon lui, « il a su aussi parler aux élites économiques blanches en reprenant, par exemple, leur revendication pour l’élimination des taxes sur la sortie des dollars ou de devises, une revendication très à droite », ou en déclarant « qu’il n’y a plus de racisme en Équateur, ce qui est une façon de nier les discriminations ».